# Rue Cadet
La rue Cadet est une voie du 9e arrondissement de Paris, en France.

## Situation et accès
La rue Cadet est une voie publique située dans le 9e arrondissement de Paris. Elle débute au 34, rue du Faubourg-Montmartre et se termine au 37, rue de Montholon et 1, rue Lamartine. Dans son prologement se situe la rue Marguerite-de-Rochechouart.
La première partie de la rue, allant des rues du Faubourg-Montmartre à La Fayette, est une voie commerçante animée, dite marché Cadet. La seconde partie, plus courte, va de la rue La Fayette à la rue de Montholon.

## Origine du nom
Les Cadet de Chambine étaient maîtres jardiniers depuis Charles IX et possédaient le « clos Cadet »[réf. nécessaire].

## Historique
Cette voie a pour origine un chemin du XVIIe siècle appelé « chemin de la Voirie », puis « rue de la Voirie » autour duquel s'étaient développées des cultures maraîchères favorisées par des dépôts d'immondices.
Il prit le nom de « Cadet », Jacques et Jean Cadet, une famille propriétaire, d'un enclos traversé par cette voie, lorsqu'au milieu du XVIIIe siècle ce chemin fut transformé en rue. Cette famille aurait eu comme descendant le chevalier Cadet de Chambine qui était maire de Montmorency sous la Restauration[source insuffisante].
La Croix Cadet était située au carrefour d'où partait le chemin de Clignancourt. À l'autre extrémité de la rue Cadet, à la rencontre de la rue du Faubourg-Montmartre, se trouvait le pont des Porcherons, au-dessus du ruisseau du même nom qui continuait le ruisseau de Ménilmontant. La rue de la Voirie était la limite est du territoire des Porcherons.
En application du décret d'utilité publique de 1859, la rue Cadet est coupée en deux pour livrer passage à la rue Lafayette. Un jugement rendu en l'audience publique de la première chambre du Tribunal civil de première instance de la Seine, à la date du 26 mars 1859, déclare expropriés les immeubles nos 11 (en partie), nos 13, 15, 17, 19, 21, 23, 25, 30, 32 et 34,

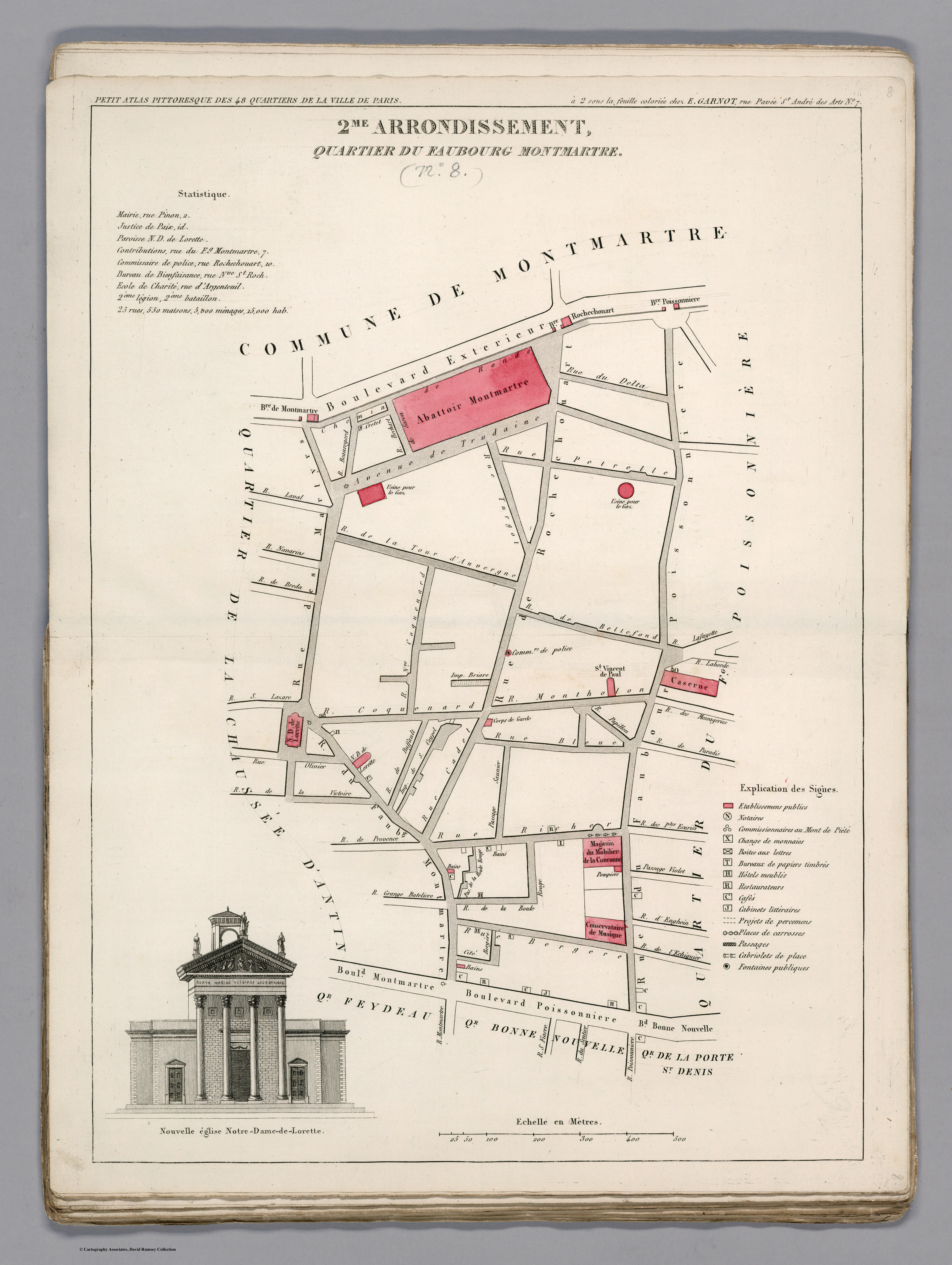
Plan du quartier du Faubourg Montmartre dans l'ancien 2e arrondissement en 1834.

### Voirie des Porcherons
La « voirie des Porcherons » était située à l'angle de la rue Lamartine et de la « rue de la Voirie ».

## Bâtiments remarquables et lieux de mémoire
- Nos 9, 11 et 60 rue La Fayette : ancien hôtel Cromot du Bourg[6] qui fut habité par Jules-David Cromot du Bourg, puis plus tard par Ignace Pleyel et où Frédéric Chopin donna son premier concert. Par le no 9, on accède à la cour Cadet, où fut fondé le studio Hélios par Berthaud Frères.
- No 10 : synagogue Adas Yereim, dite synagogue de la rue Cadet.
- No 16 : siège du Grand Orient de France (GOF), qui abrite aussi le musée de la franc-maçonnerie.
Emplacement, au XIXe siècle, du bal Le Casino, dit Casino-Cadet, construit en 1859 par l'architecte Charles Duval. L'établissement est renommé pour la légèreté de ses danseuses. Rigolboche y rencontra la gloire[7]. Le siège du GOF a également abrité la Société des droits de l'homme et du citoyen, fondée en mai 1888 par Georges Clemenceau, Jules Joffrin et Arthur Ranc, dans le contexte de la montée du boulangisme ; les membres sont surnommés les « cadettistes », du nom de la rue[8].
- No 19 : Emplacement de l'ancien siège du quotidien Le Petit Journal[9]
- No 26 : immeuble avec colonnes sur deux niveaux.
- No 31 : en 1859, le photographe Pierre Petit (1831-1909) installe son atelier à cette adresse[réf. nécessaire].
- L'ancien manège royal avait été transféré en 1823 rue Cadet à l'emplacement d'un quartier de cavalerie, qui lui-même occupait l'ancien hôtel du comte d'Aure[10]. Après avoir été détruit par un incendie, il fut implanté en 1845 passage des Deux-Sœurs.

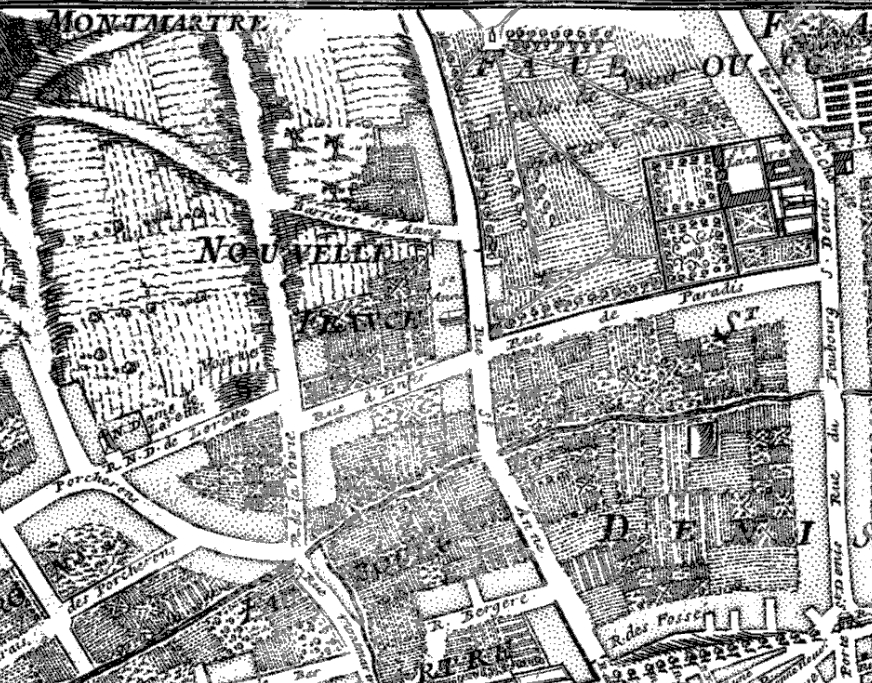
Sur cette carte de 1705, la rue de la Voirie débute aux jointures de la rue Montmartre, du chemin des Porcherons et du Grand Égout. À l'angle de la rue Notre-Dame-de-Lorette se trouve la voirie des Porcherons.
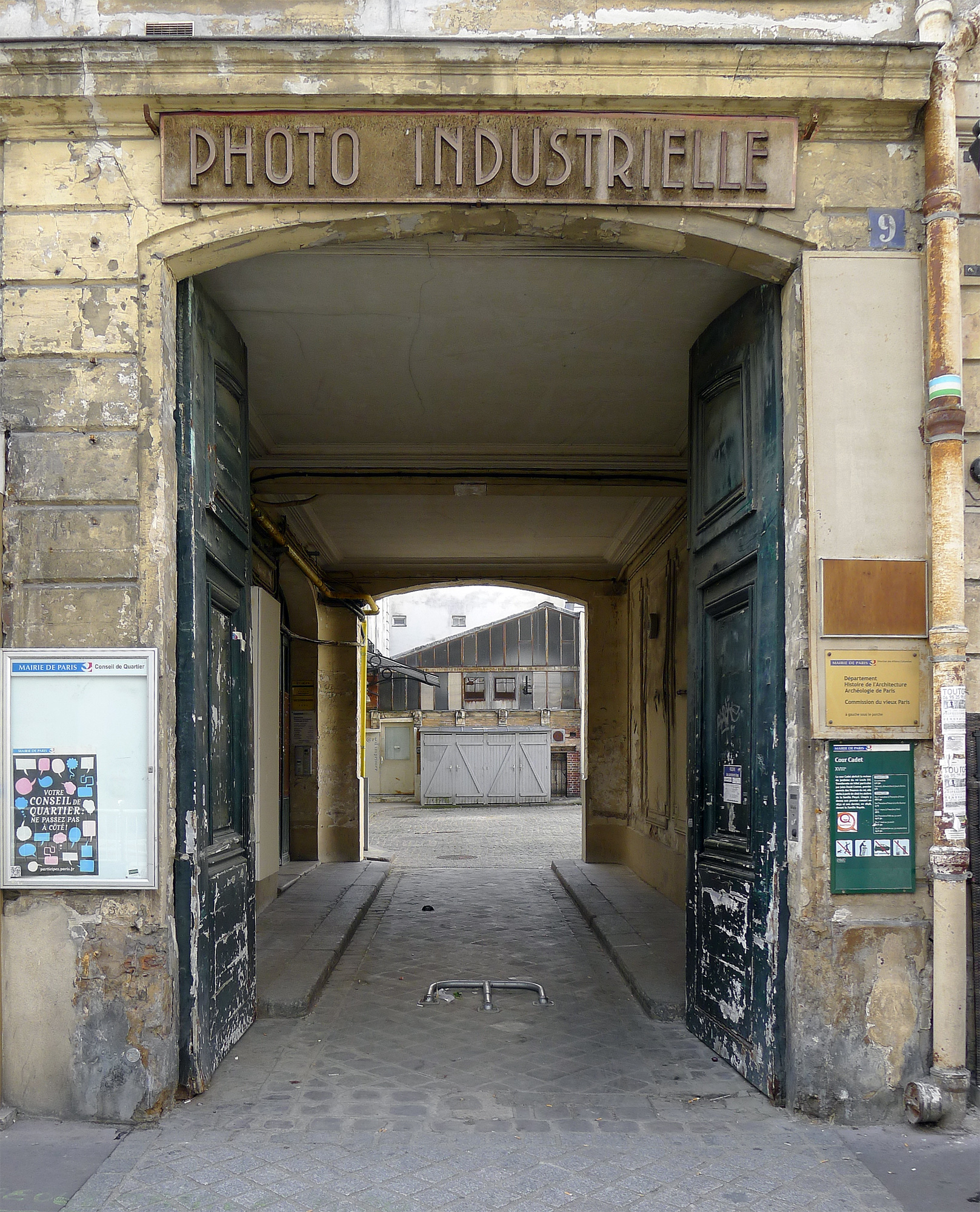
Le no 9, ancien hôtel Cromot du Bourg.
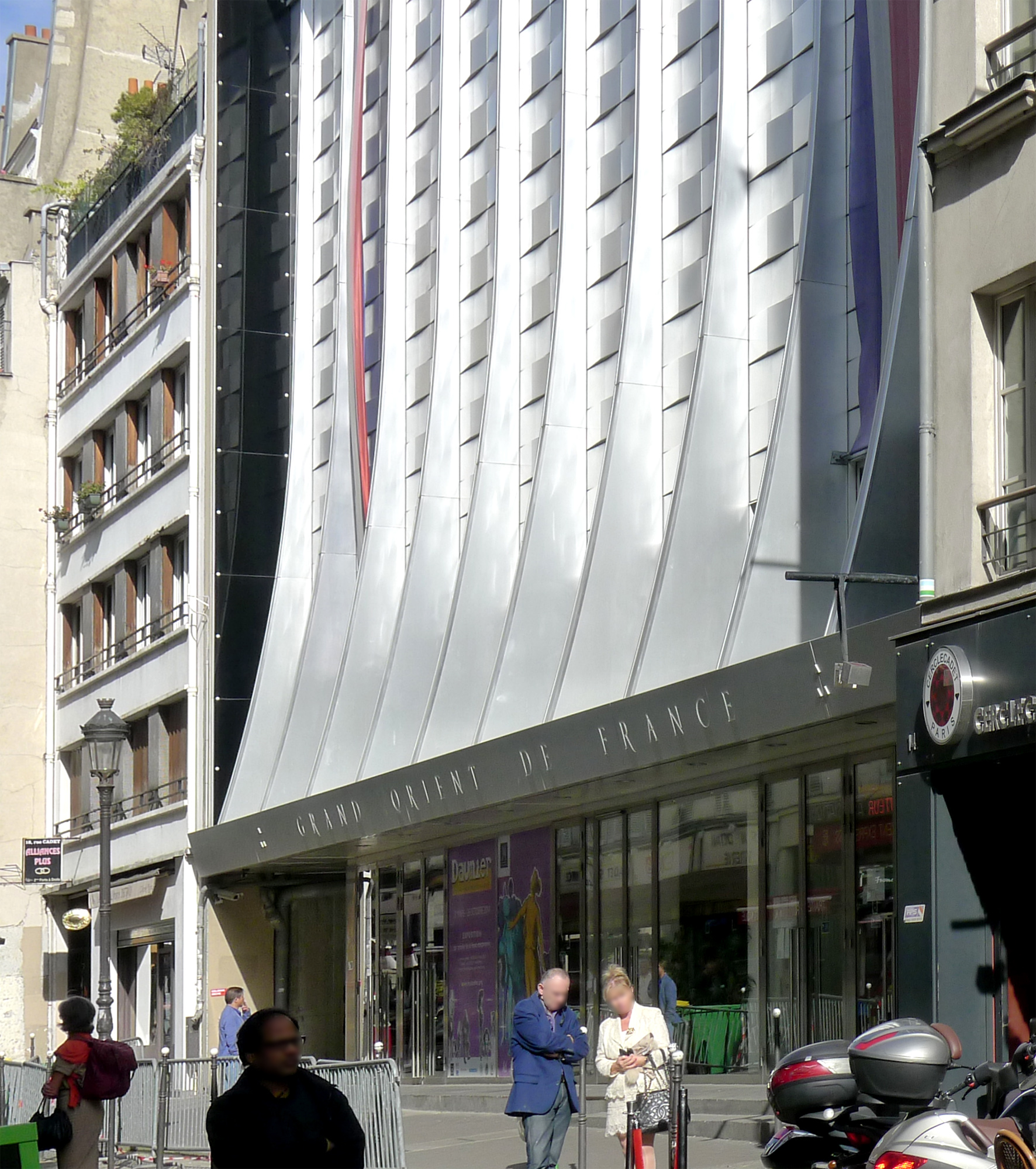
Le no 16, siège du Grand Orient de France et musée de la franc-maçonnerie.
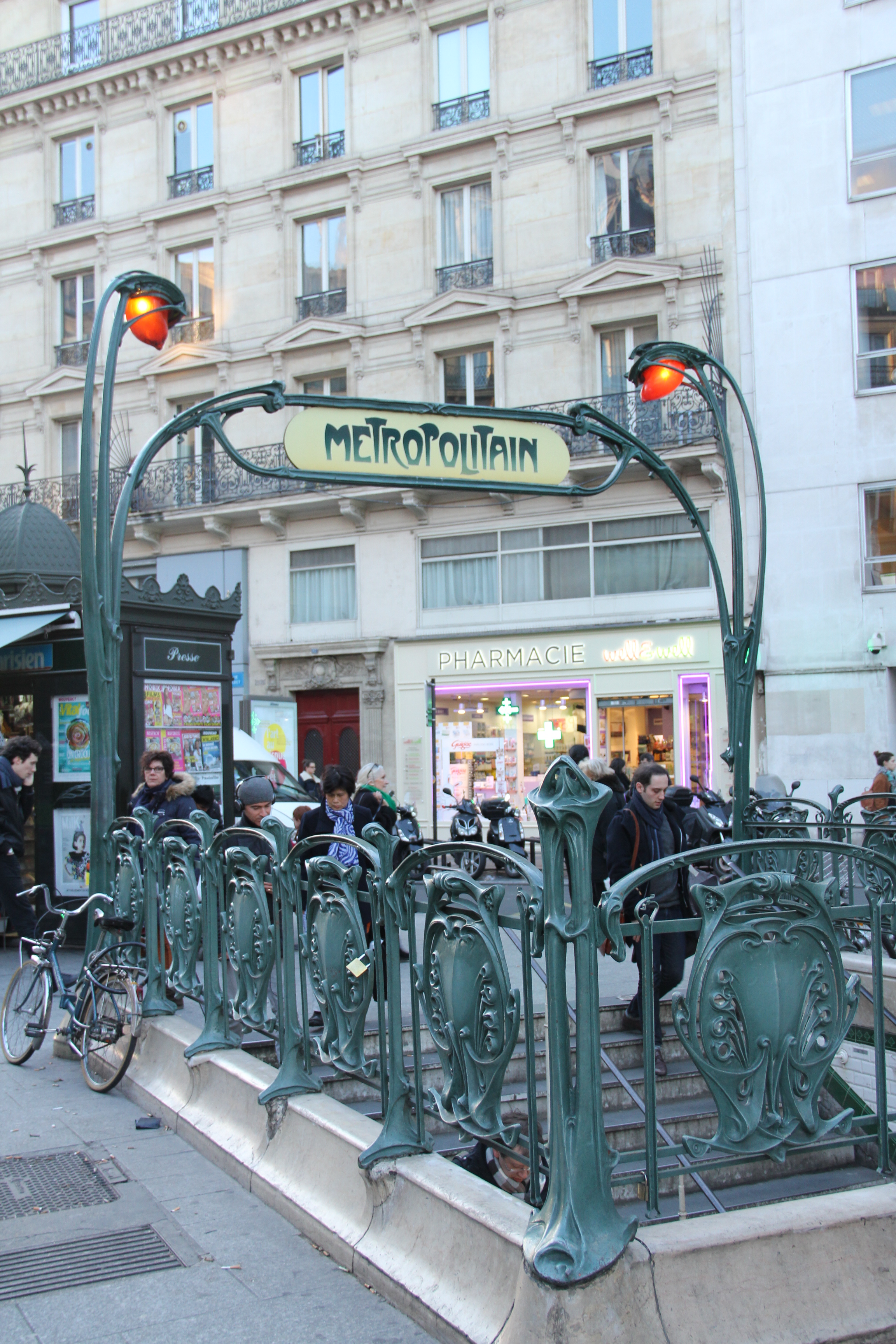
Au niveau du no 17, entourage Guimard de l'entrée de la station de métro Cadet.
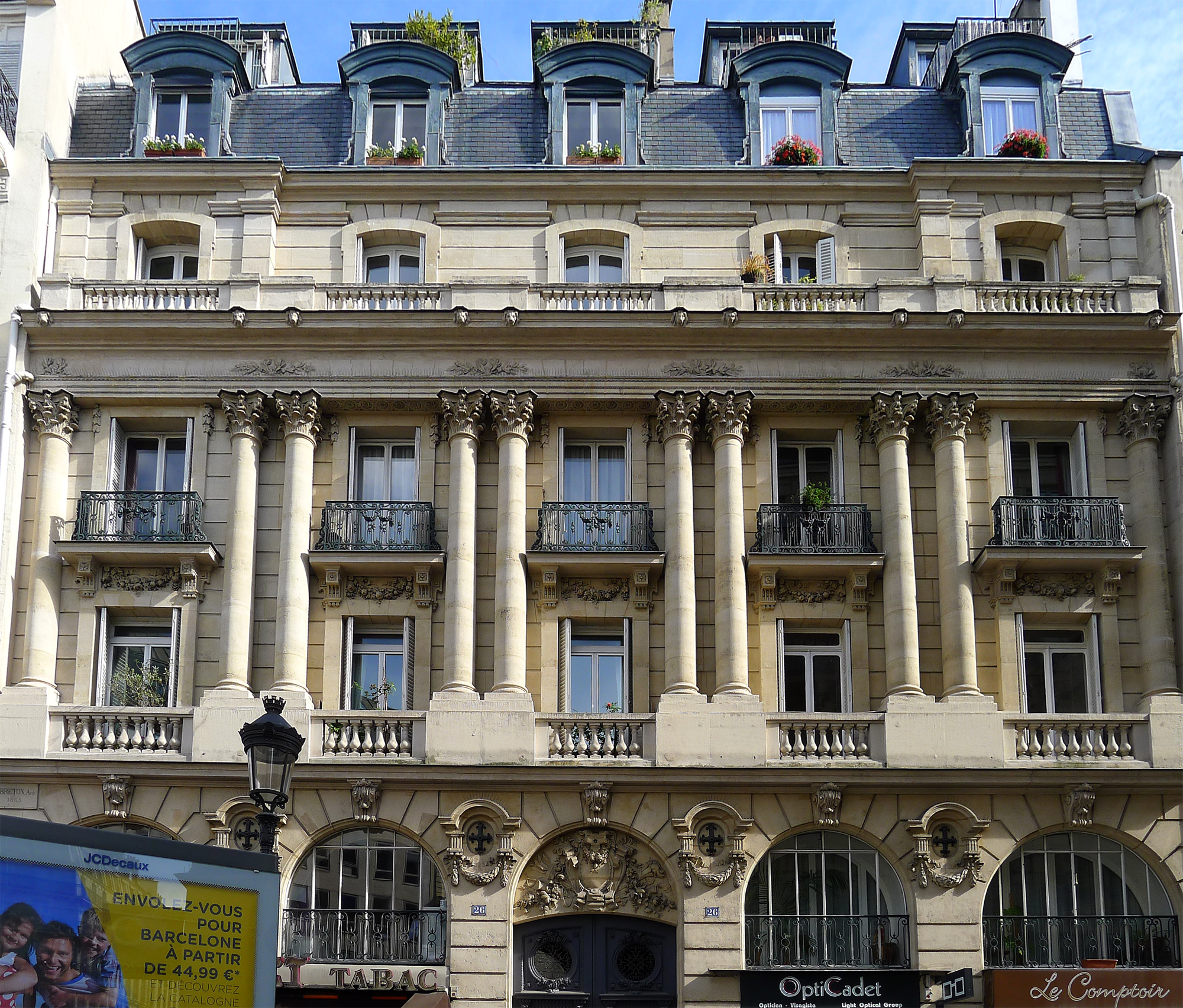
Le no 26, immeuble à ordre colossal.